# Fredes
Fredes és un poble situat al terme municipal de la Pobla de Benifassà, al Baix Maestrat (nord del País Valencià).

## Geografia
Fredes és el poble més septentrional del País Valencià i es troba a 1.090 metres d'altitud, a la Tinença de Benifassà. En la seua part nord s'enllacen una successió de sistemes muntanyosos que abasten des del Tossal d'Encanadé fins als Ports de Tortosa-Beseit, mentre que en l'interior del mateix terme municipal se situa la part del Tossal del Rei pertanyent al País Valencià.
Les localitats més properes són les pedanies del Boixar (a 3,4 km), i El Ballestar (a 4 km), pertanyents ambdues a la Pobla de Benifassà (a 5,6 km). S'hi accedeix des de la carretera CV-106, i pel GR 7.
Les masies més importants són: Mas de Trencaladres, Mas del Peraire i Mas de Pinar Plá. Les seues fonts són cabaloses i destaquen entre elles, la font del Teix de Fredes, la font del Ròssec, la font del Bou, la font de Trencaladres, la font de l'Om, la font de Roca Blanca i la font dels Cumunes. Fredes disposa també d'una zona de xalets a 1 km del poble i un restaurant de muntanya.
La seua toponímia és molt variada: la Mola, les Solanes, el Salt, la Morranda, els Reinals, les Ombrietes, el Clot de Mariné, la Foia, els Boverals, Canta Perdius, Pinar Plá, els Tombadors, Serra Pelada i Roca Blanca.
Fredes és conegut per les nevades i les baixes temperatures de l'hivern, on les temperatures màximes oscil·len entre els 0 °C i els 10º i les mínimes entorn dels -5 °C. En canvi, els estius solen ser suaus amb temperatures de 23 °C a 30 °C.

## Història
Històricament va formar part de la Tinença de Benifassà, per pertànyer des del segle xiii al senyoriu del monestir d'aquest nom. Va rebre una primera carta de poblament de Blasc d'Alagó el 15 de març de 1236, juntament amb el Boixar, i una definitiva de l'abat del monestir en 1266, amb unes exigències molt dures que incloïen partició de la collita. Va ser abandonat durant la Guerra Civil catalana en 1463, i també en temps de Felip IV, quan es va produir la invasió francesa de Catalunya. Va ser zona de control carlista durant el segle xix.
Antigament, la vida quotidiana girava entorn de la família Abella coneguda com el Ric de Fredes, el major contribuent de la Tinença. Actualment, el patrimoni d'aquesta casa s'ha dividit entre els seus hereus.
En 1977 Fredes va ser annexionat a la Pobla de Benifassà.

## Demografia
| Evolució demogràfica de Fredes | Evolució demogràfica de Fredes | Evolució demogràfica de Fredes | Evolució demogràfica de Fredes | Evolució demogràfica de Fredes | Evolució demogràfica de Fredes | Evolució demogràfica de Fredes | Evolució demogràfica de Fredes | Evolució demogràfica de Fredes | Evolució demogràfica de Fredes | Evolució demogràfica de Fredes | Evolució demogràfica de Fredes | Evolució demogràfica de Fredes | Evolució demogràfica de Fredes | Evolució demogràfica de Fredes | Evolució demogràfica de Fredes | Evolució demogràfica de Fredes | Evolució demogràfica de Fredes | Evolució demogràfica de Fredes | Evolució demogràfica de Fredes | Evolució demogràfica de Fredes | Evolució demogràfica de Fredes |
| Any                            | 1860                           | 1877                           | 1887                           | 1900                           | 1910                           | 1920                           | 1930                           | 1940                           | 1950                           | 1960                           | 1970                           | 2000                           | 2001                           | 2002                           | 2003                           | 2004                           | 2005                           | 2006                           | 2007                           | 2008                           | 2009                           |
| ------------------------------ | ------------------------------ | ------------------------------ | ------------------------------ | ------------------------------ | ------------------------------ | ------------------------------ | ------------------------------ | ------------------------------ | ------------------------------ | ------------------------------ | ------------------------------ | ------------------------------ | ------------------------------ | ------------------------------ | ------------------------------ | ------------------------------ | ------------------------------ | ------------------------------ | ------------------------------ | ------------------------------ | ------------------------------ |
| Població                       | 138                            | 156                            | 145                            | 182                            | 189                            | 76                             | 147                            | 113                            | 87                             | 55                             | 50                             | 33                             | 34                             | 38                             | 39                             | 38                             | 37                             | 35                             | 46                             | 54                             | 49                             |

## Llocs d'interés

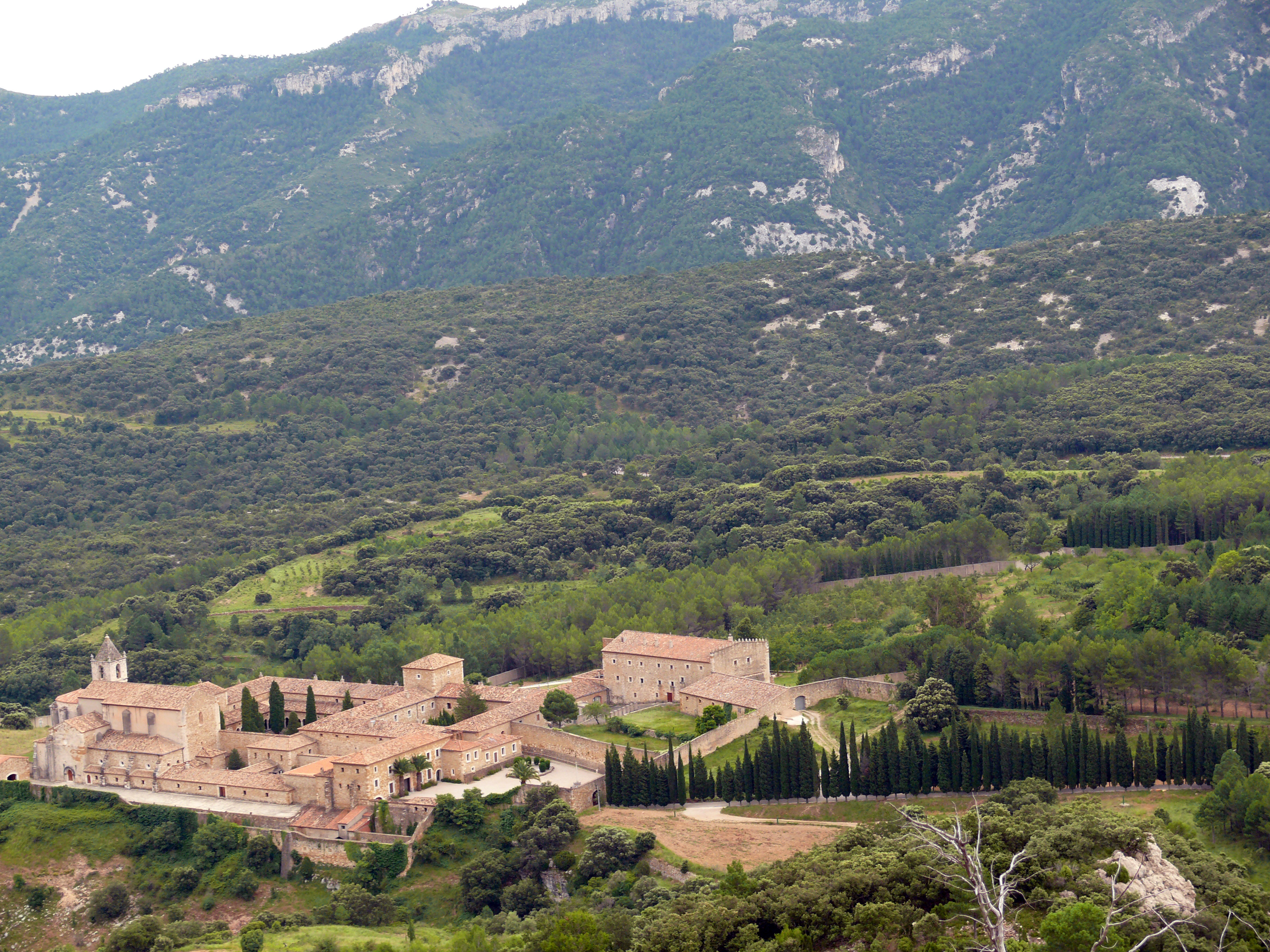
Convent de Santa Maria de Benifassà

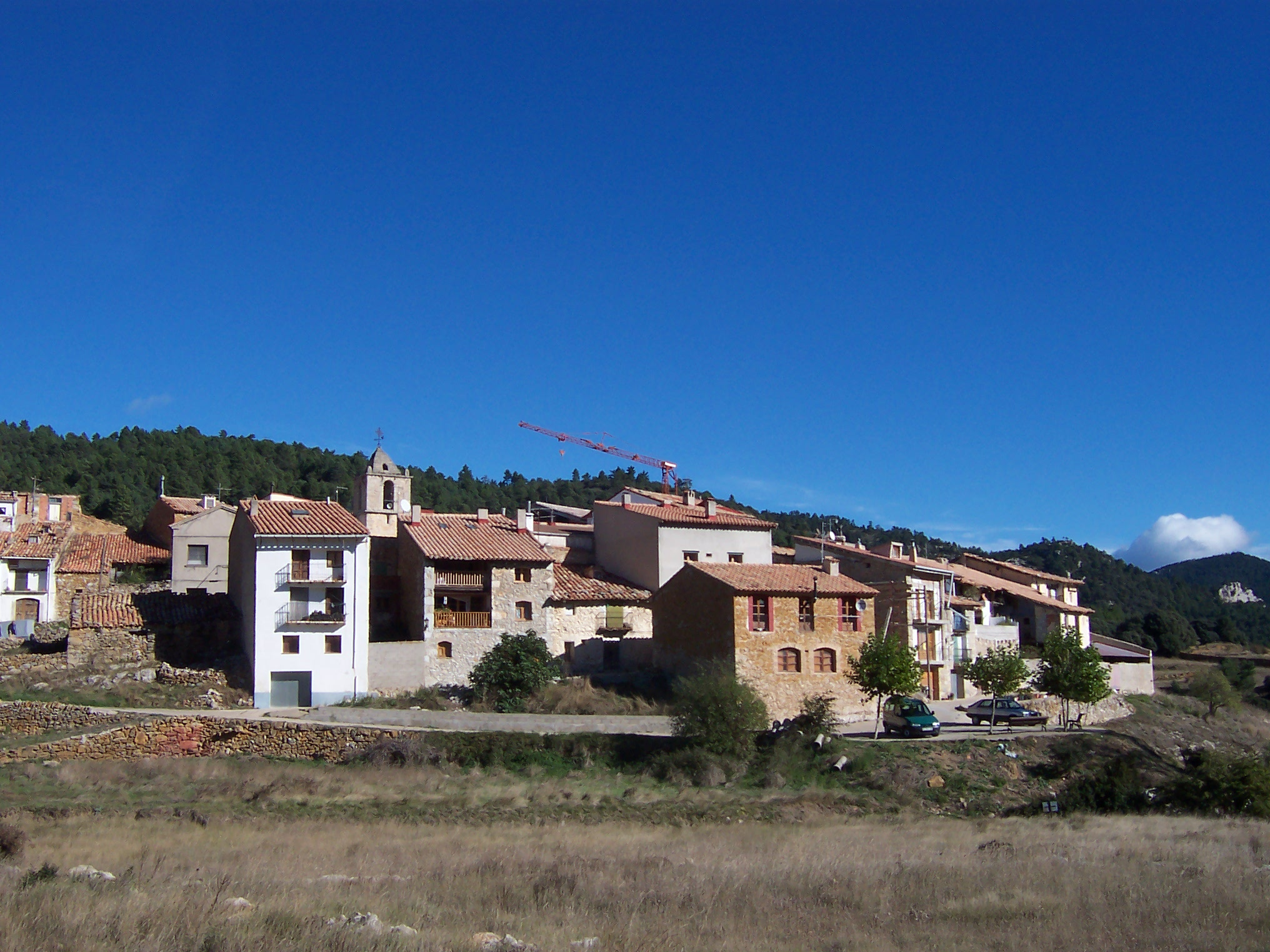
Vista de Fredes

- Església Parroquial de Sant Abdó i Sant Senén. Església construïda al 1725 sobre el temple original del segle xiii. Està catalogada com Bé de rellevància local per la Generalitat Valenciana.
- Monestir de Santa Maria de Benifassà. Està situat a la sortida del poble i va ser el primer que es va fundar en terres valencianes. El primer edifici es va construir en la muntanya de Santa Escolàstica, en la qual es va establir una comunitat cistercenc procedent del Monestir de Poblet, en 1233, aprofitant el castell que els musulmans cridaven de Beni-Hazà. En 1250 els monjos es van traslladar a les noves dependències, situades en el pla situat al costat del castell, amb la qual cosa va quedar abandonat. L'església va ser acabada en 1276 i a partir d'aquí el monestir ha passat per diverses vicissituds, amb èpoques d'esplendor i altres de penúries, fins que les guerres de la Independència i de Successió van acabar arruïnant-lo. Després de l'exclaustració de 1834 va ser ocupat pels carlistes, i Cabrera va convertir les seves dependències en hospital de sang i camp de concentració. Tot això va ser causa de dispersió i pèrdua dels tresors que posseïa, com per exemple el primer manuscrit del Llibre dels Furs. En 1931 va ser declarat Monument Nacional. Actualment és propietat de l'orde de Sant Bru que va establir la primera cartoixa femenina de l'Estat espanyol, després de la reconstrucció realitzada per la Diputació de Castelló.
- Tossal dels Tres Reis. El Tossal del Rei o dels Tres Reis és una muntanya de 1.350 metres, punt més alt del Montsià i punt de confluència de Catalunya, País Valencià i l'Aragó.
- Portell de l'Infern. Congost profund i agrest entre roques ciclòpies. És un històric pas natural entre la roca i la part alta de la muntanya, que servia per comunicar les terres altes de Fredes amb les valls més baixes de la Pobla de Benifassà. També és una microrreserva de fauna i flora.[3]
- Salt de Robert. Salt d'aigua situat al barranc de Robert i declarat microrreserva de flora i fauna. En època de pluges es forma un salt d'aigua d'uns 30 metres d'alçada amb caiguda esglaonada.

## Festes
- Festes Majors. Se celebraven l'1 de maig en honor de Sant Abdó i Senén.
- Festes dels Apòstols. Se celebren el tercer cap de setmana de juliol.